# أجو جوكس
أجو جوکس (بالإنجليزية: Agu'gux)‏ في أساطير الإسكيمو هو الإله الخالق في جزر اليوشن بألاسكا وهو اسم أطلق على الإله المسيحي بتأثير الأرثوذكسية الروسية.